# Гуардуччи, Маргерита
Маргери́та Гуарду́ччи (итал. Margherita Guarducci; 20 декабря 1902, Флоренция — 2 сентября 1999, Рим) — итальянская археолог и эпиграфист.

## Биография
Маргерита Гуардуччи родилась 20 декабря 1902 года во Флоренции в старой городской семье Федерико Гуардуччи и Бьянки Тьецци. В 1924 году окончила Болонский университет. С 1925 по 1928 годы под руководством Алессандро Делла Сеты училась в аспирантуре римской Национальной археологической школы, из которых первый и третий курс находилась на стажировке в Итальянской археологической школе в Афинах. С 1928 по 1930 годы продолжала обучение в Берлине у Ульриха фон Виламовиц-Мёллендорфа, где окончательно приняла решение посвятить свою научную деятельность античной эпиграфике.
Во время своего пребывания в Греции познакомилась с профессором Федерико Хальбхерром, после смерти которого в 1931 году заняла его место преподавателя в римском университете Сапиенца, а также завершила и опубликовала начатый им корпус критских греческих эпиграфов, пять томов которого вышли в период с 1935 по 1950 годы. С 1942 по 1973 годы — профессор эпиграфики в римском университете Сапиенца. В 1952 году по дозволению папы Пия XII принимала участие в археологических раскопках под Собором Святого Петра в Ватикане, по результатам которых сфера научных интересов Гуардуччи дополнился раннехристианскими эпиграфами на территории Италии. В опубликованных по результатам раскопок научных трудах содержится также информация о раннехристианской мистической криптографии с попытками её расшифровки. В 1964 году вышла её книга, в которой говорилось, что именно под исповедальней собора Святого Петра мог быть похоронен этот апостол.
Среди поздних публикаций Гуардуччи имеется целый ряд работ, в которых она доказывала, что часть известных римских произведений искусства являются фальшивками. Так, она полагала, что Бронзовая статуя святого Петра, которая традиционно приписывалась Арнольфо ди Камбио (ок. 1245 — между 1302 и 1310) в действительности была изготовлена неизвестным мастером в V веке. Пренестинскую фибулу Гуардуччи считала фальшивкой, изготовленной в конце XIX века. Статую святого Ипполита Гуардуччи полагала составленной Пирро Лигорио из фрагментов различных античных статуй, причём по её мнению за основу была взята женская статуя, в результате переделанная в мужскую.
Скончалась в Риме 2 сентября 1999 года.